# Peter Gajdoš
Peter Gajdoš (Nitra, 9 aprile 1959) è un politico slovacco. Dal 23 marzo 2016 ricopre l'incarico di Ministro della Difesa della Repubblica Slovacca nei governi Fico III e Pellegrini.